# Handball-Afrikameisterschaft der Männer 2022
Die Handball-Afrikameisterschaft der Männer 2022, die 25. Handball-Afrikameisterschaft, fand vom 11. Juli bis zum 18. Juli 2022 in Kairo in Ägypten statt. Der Ausrichter war Titelverteidiger von 2020 und gewann auch das Turnier 2022 zuhause. Veranstaltet wurde die Meisterschaft durch den Kontinentalverband Confédération Africaine de Handball (CAHB).

## Austragung
Ursprünglich war vorgesehen, dass die Meisterschaft im Zeitraum vom 13. bis 23. Januar 2022 in Marokko ausgetragen wird. Der Veranstalter CAHB verschob die Veranstaltung im Dezember 2021 nach Protesten einiger Verbände auf den Zeitraum vom 22. Juni bis 2. Juli 2022.
Nachdem es seitens einiger Verbände wegen außersportlicher Meinungsverschiedenheiten weiter Beschwerden gegeben hatte zur Austragung, entschied der Rat der CAHB am 28. März 2022, dem marokkanischen Verband die Austragung der Afrikameisterschaft 2022 und dem algerischen Verband die Austragung der Afrikameisterschaft 2024 zu entziehen. Auf die Aufforderung der CAHB, kurzfristig Bewerbungen abzugeben, meldeten Angola und Ägypten für die Afrikameisterschaft 2022 und Ägypten für die Afrikameisterschaft 2024 Interesse an. Am 8. April 2022 wurde Ägypten als Austragungsland bekannt gegeben.

## Teilnehmer
An der Afrikameisterschaft sollten ursprünglich die Teams aus Ägypten, Angola, Gabun, Guinea, Kamerun, Kap Verde, Kenia, DR Kongo, Marokko, Nigeria, Senegal und Tunesien teilnehmen. Das Team aus Algerien wurde im September 2021 vom algerischen Verband zurückgezogen, weil einige der Spiele in El Aaiún (Laâyoune) in der Westsahara stattfinden sollten.
Die 14 Teilnehmer der Meisterschaft im Juli 2022 kommen aus Ägypten, Algerien, Angola, Gabun, Guinea, Kamerun, Kap Verde, Kenia, DR Kongo, Marokko, Nigeria, Sambia, Senegal und Tunesien.
Beim Turnier wurden auch die fünf afrikanischen Vertreter bei der Weltmeisterschaft 2023 und die Vertreter Afrikas bei den olympischen Spielen 2024 ermittelt.

## Auslosung der Vorrundengruppen
Für die Vorrunde wurden die zwölf Teams am 8. Dezember 2021 in einer Videoveranstaltung per Los in drei Gruppen eingeteilt. Danach sollten in Gruppe A die Teams aus Ägypten, der DR Kongo, Gabun und Kamerun spielen. In Gruppe B sollten die Mannschaften aus Angola, Marokko, Nigeria und Kenia aufeinandertreffen. Für die Gruppe C waren die Teams aus Tunesien, den Kapverden, Guinea und Senegal zugelost. Nach der Auslosung legten die Verbände aus Algerien und Sambia bei der CAHB Protest ein. Die CAHB beschloss nach Prüfung der Argumente, die Auslosung zu annullieren und neu anzusetzen sowie die Meisterschaft zu verschieben. Bis zur neuen Auslosung sollten die Wünsche weiterer nationaler Verbände, an der Meisterschaft teilzunehmen, geprüft werden.
Die erneute Auslosung der Vorrundengruppen wurde dann am 26. Mai 2022 durchgeführt und brachte folgende Einteilung:
| Gruppe A | Gruppe B | Gruppe C  | Gruppe D |
| -------- | -------- | --------- | -------- |
| Ägypten  | Algerien | Tunesien  | Angola   |
| Marokko  | Gabun    | Kap Verde | DR Kongo |
| Kamerun  | Guinea   | Nigeria   | Senegal  |
| –        | Kenia    | –         | Sambia   |

## Vorrunde

### Gruppe A
| Pl. | Land    | Sp. | S | U | N | Tore    | Diff. | Punkte |
| --- | ------- | --- | - | - | - | ------- | ----- | ------ |
| 1.  | Ägypten | 2   | 2 | 0 | 0 | 076:380 | +38   | 4      |
| 2.  | Marokko | 2   | 1 | 0 | 1 | 056:640 | −8    | 2      |
| 3.  | Kamerun | 2   | 0 | 0 | 2 | 045:750 | −30   | 0      |

### Gruppe B
| Pl. | Land     | Sp. | S | U | N | Tore    | Diff. | Punkte |
| --- | -------- | --- | - | - | - | ------- | ----- | ------ |
| 1.  | Guinea   | 2   | 2 | 0 | 0 | 063:440 | +19   | 4      |
| 2.  | Algerien | 2   | 1 | 0 | 1 | 047:510 | −4    | 2      |
| 3.  | Gabun    | 2   | 0 | 0 | 2 | 045:600 | −15   | 0      |
| 4.  | Kenia *  | 0   | 0 | 0 | 0 | 00:00   | ±0    | 0      |

- Kenia zog sein Team zurück.

### Gruppe C
| Pl. | Land      | Sp. | S | U | N | Tore    | Diff. | Punkte |
| --- | --------- | --- | - | - | - | ------- | ----- | ------ |
| 1.  | Tunesien  | 2   | 2 | 0 | 0 | 060:420 | +18   | 4      |
| 2.  | Kap Verde | 2   | 1 | 0 | 1 | 059:590 | ±0    | 2      |
| 3.  | Nigeria   | 2   | 0 | 0 | 2 | 047:650 | −18   | 0      |

### Gruppe D
| Pl. | Land     | Sp. | S | U | N | Tore     | Diff. | Punkte |
| --- | -------- | --- | - | - | - | -------- | ----- | ------ |
| 1.  | Angola   | 3   | 3 | 0 | 0 | 0117:800 | +37   | 6      |
| 2.  | DR Kongo | 3   | 2 | 0 | 1 | 0105:820 | +23   | 4      |
| 3.  | Senegal  | 3   | 1 | 0 | 2 | 098:860  | +12   | 2      |
| 4.  | Sambia   | 3   | 0 | 0 | 3 | 071:1430 | −72   | 0      |

## Platzierungsrunde 9.–13. Platz
In der Platzierungsrunde spielten die Gruppendritten und die Gruppenvierten der Vorrunde.

### Gruppe 1
| Pl. | Land    | Sp. | S | U | N | Tore    | Diff. | Punkte |
| --- | ------- | --- | - | - | - | ------- | ----- | ------ |
| 1.  | Gabun   | 1   | 1 | 0 | 0 | 033:290 | +4    | 2      |
| 2.  | Kamerun | 1   | 0 | 0 | 1 | 029:330 | −4    | 0      |

### Gruppe 2
| Pl. | Land    | Sp. | S | U | N | Tore    | Diff. | Punkte |
| --- | ------- | --- | - | - | - | ------- | ----- | ------ |
| 1.  | Nigeria | 2   | 2 | 0 | 0 | 066:390 | +27   | 4      |
| 2.  | Senegal | 2   | 1 | 0 | 1 | 069:540 | +15   | 2      |
| 3.  | Sambia  | 2   | 0 | 0 | 2 | 040:820 | −42   | 0      |

### Spiel um Platz 11
Kamerun –  Senegal 38:39

### Spiel um Platz 9
Gabun –  Nigeria 27:18

## Viertelfinale
Im Viertelfinale spielten die Erst- und Zweitplatzierten der Vorrundengruppen „überkreuz“ gegeneinander.
- Guinea –  Marokko 24:28
- Angola –  Kap Verde 23:24
- Ägypten –  Algerien 34:19
- Tunesien –  DR Kongo 40:34

## Platzierungsspiele 5.–8. Platz
Die Verlierer der Viertelfinale spielten untereinander die Plätze 5 bis 8 aus. Platz 5 berechtigte noch zur Teilnahme an der Weltmeisterschaft 2023.
- Guinea –  Angola 39:36
- Algerien –  DR Kongo 40:39 n. S.

### Spiel um Platz 7
- Angola –  DR Kongo 28:30

### Spiel um Platz 5
- Guinea –  Algerien 26:27

## Halbfinale
- Marokko –  Kap Verde 19:23
- Ägypten –  Tunesien 29:27

## Spiel um Platz 3
- Marokko –  Tunesien 28:24

## Spiel um Platz 1 (Finale)
- Kap Verde –  Ägypten 25:37

## Platzierungen
1. Ägypten
2. Kapverden
3. Marokko
4. Tunesien
5. Algerien
6. Guinea
7. DR Kongo
8. Angola
9. Gabun
10. Nigeria
11. Senegal
12. Kamerun
13. Sambia

Die Mannschaften aus Ägypten, Kapverde, Marokko, Tunesien und Algerien qualifizierten sich damit für die Weltmeisterschaft 2023.

## All Star-Team
In das All Star-Team wurden Alae Laaroussi, Hicham El Hakimi, Yahia Omar, Leonardo Semedo, Ali Zein, Omar El Wakil und Jihed Jaballah gewählt. Zum besten Spieler des Turniers wurde Yahia Omar gewählt.